# Explosión en Sucursal de Casa Tía en Comodoro Rivadavia de 1999
La explosión y posterior incendio de una Sucursal de Casa Tía en Comodoro Rivadavia de 1999 fue una tragedia ocurrida el 23 de noviembre de 1999, en una sucursal de la cadena de supermercados Tía SA en el centro de la ciudad de Comodoro Rivadavia, provincia del Chubut, Argentina. Dejó un saldo de dos fallecidos y alrededor de 60 heridos, 20 de ellos de gravedad, entre empleados y clientes.

## Sucesos

### Antecedentes
El local de Casa Tía se ubicaba pleno centro de la ciudad, donde hoy se encuentra una sucursal de Carrefour, y antiguamente Norte, y se había inaugurado en 1988 en la calle Pellegrini 851, entre Av. Rivadavia y San Martín. El edificio ocupaba unos 4.500 metros cuadrados, ocupando cerca de un cuarto de la manzana y 2.500 de los cuales correspondían al salón de ventas. Este edificio estaba reciclado y remodelado, aunque aún se conservaron sus techos de chapa y la mampostería de madera. En el techo también había lana de vidrio, un material inflamable, lo que explicaría porque se propagó tan rápido el fuego a modo de ola. El arquitecto que dirigió la refacción del local aseguró que se quemaron los cables, que estaban en mal estado, y eso impidió el funcionamiento de una electrobomba para utilizar 30 mil litros de agua. De haber funcionado el sistema de seguridad se habría reducido el número de víctimas.

### La explosión
Eran casi la una de la tarde del día 23 de noviembre y un grupo de obreros estaba trabajando en el techo del edificio realizando tareas de impermeabilización con un soplete. Ellos debían colocar membranas asfálticas en las canaletas de conducción de pluviales, debido a las constantes goteras que se sufrían en el salón de ventas cada vez que llovía. Para ello, las membranas se calentaban con soplete para finalmente ser adheridas a la chapa del techo.
Antes de realizar esa tarea, que había comenzado a las seis de la mañana, habían recorrido el entretecho y divisado las bandejas que conducían los cables de electricidad repletas de cables, algunos de ellos mal conectados, con las bandejas metálicas oxidadas, entre otras falencias. Durante el trabajo, observaron humo que salía del centro de las chapas del local, sintiendo mucho calor. En el entretecho se produjo un calentamiento que provocó una combustión, haciendo que parte del cielorraso del local se desplome cerca de la entrada principal, invadiendo de fuego y humo todo el supermercado. En ese momento, se encontraban 94 empleados y cerca de 250 clientes haciendo sus compras.
Rápidamente, comenzó la ayuda por parte de transeúntes y algunos periodistas (de Canal 9 y Canal 3) que se acercaron. En esos momentos, el techo continuaba desplomándose, cayendo sobre las góndolas, entre ellas, las de fuegos artificiales y pirotecnia. Al llegar los bomberos, se observaba gente que corría ensangrentada y envuelta en llamas y personas que rompían los vidrios del local para ayudar a los atrapados. También había un grupo de personas que intentaban escapar de la ventana de una oficina del primer piso. Se había formado una columna de humo de unos 15 metros de altura.

### Consecuencias
Los heridos fueron trasladados al Hospital Regional. Allí ingresó Cecilia Baigorria, una joven embarazada que estaba en el local en el momento de la tragedia y a la que fue necesario practicar una cesárea de urgencia. La beba nació sin complicaciones, pero ella tenía el 35 % del cuerpo quemado, falleciendo días más tarde en el hospital. La segunda fallecida fue María Maliqueo, en el interior del local. Fue encontrada entre unas góndolas por los socorristas, en un estado irreconocible. Otros dos heridos graves fueron trasladados en avión a Buenos Aires.
En la extinción del incendio, trabajaron dotaciones de los Bomberos Voluntarios de Comodoro Rivadavia apoyados por equipos de Rada Tilly, de Defensa Civil, de la IX Brigada Aérea de la Fuerza Aérea Argentina y de la IX Brigada de Infantería del Ejército Argentino.
El fuego fue controlado a las cuatro de la tarde. Hasta las ocho de la noche se extendieron las tareas de extinción del fuego y remoción de escombros. Más tarde, el juez José Rago, inició una causa penal de oficio para determinar si el supermercado disponía de todas las medidas de seguridad para facilitar la evacuación de los clientes y el personal. Entre las primeras causas se encontraba un cortocircuito en el cableado, una explosión de gas y un atentado. Lo que se supo es que el local comercial no estaba en buenas condiciones. Tenía las salidas de emergencias cerradas, instalaciones eléctricas precarias y en mal estado, y tampoco tenía regadores.
Quedaron imputados los obreros que trabajaban en el techo del local. En virtud de las pruebas y testimonios ventilados en el juicio llevado a cabo, y con el pedido de la Fiscalía, los imputados fueron absueltos. Con el correr de los años, se hicieron otros juicios en donde se falló a favor de las víctimas y la decisión fue apelada, por cuanto se encuentra en la actualidad en la Cámara de Apelaciones. También en el Juzgado Laboral se dictó sentencia favorable en el único caso que se tramitó y esta decisión también pasó a la instancia superior.